# Izïa Higelin
Izïa Higelin (Paris, 24 de setembro de 1990), mais conhecida simplesmente como Izia, é uma atriz, cantora e guitarrista francesa.
Como atriz, venceu em 2012 o César de melhor atriz revelação por seu papel em Mauvaise fille.
Seu primeiro EP foi gravado em 2006, e seu álbum de estreia, Izia, foi lançado em junho de 2009, alcançando a 31ª posição no Syndicat National de l'Édition Phonographique.

## Vida e carreira

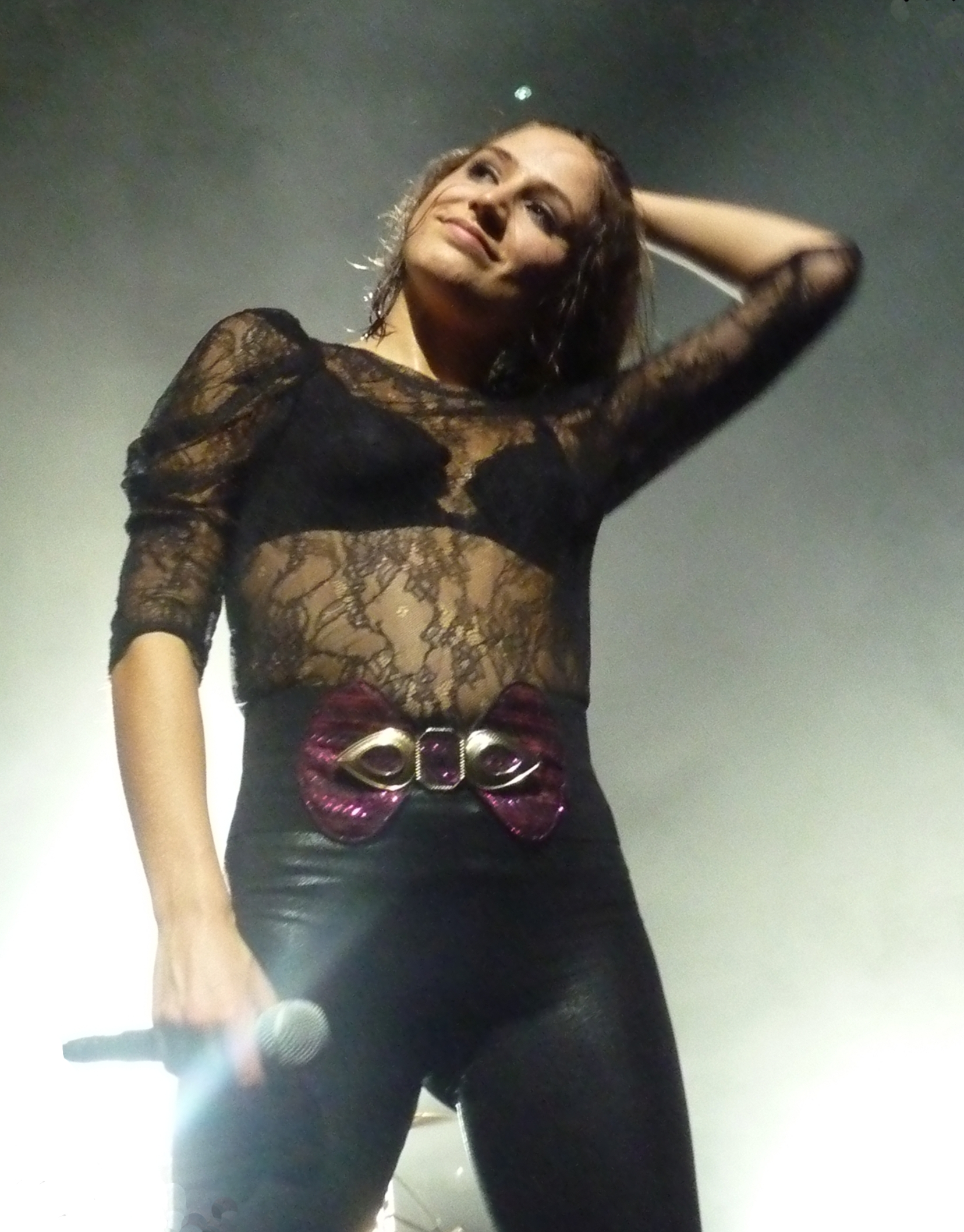
Izïa em 2010, durante show em Lille

Izïa é filha de Jacques Higelin, cantor francês de ascendência belga, e Aziza Zakine, dançarina e corista de ascendência tunisiana. Vinda de uma família de artistas, cedo seu pai lhe apresentou o jazz e a música pop britânica.
Com sete anos, formou uma dupla com seu pai, fazendo os vocais enquanto ele tocava piano. Aos 13, começou a se interessar por bandas de rock como Nirvana e Led Zeppelin. É daquela época sua primeira composição, "Hey Bitch", que depois faria parte de seu álbum de estreia
Um ano depois, por intermédio de seus pais, conheceu Antoine Tostou, baixista da banda Caravan Palace, com quem fez seu primeiro show ao vivo, em 2004. Seis meses mais tarde, o grupo de apoio se expandiu para três pessoas, quando Sébastien Hoog e Vincent Polycarpe se juntaram a Izia e Antoine. Abandonou os estudos aos 15 anos para se dedicar à carreira musical.
Em 2006, Izia gravou seu primeiro EP, e no ano seguinte se apresentou antes de Iggy & the Stooges no festival Printemps de Bourges. Isso a levou a uma turnê pela França, com apresentações em mais de trinta datas. Em 8 de junho de 2009, seu álbum de estreia, Izia, foi lançado na França. Alguns críticos chegaram a compará-la a Janis Joplin. O álbum teve desempenho razoável pelo Syndicat National de l'Édition Phonographique, alcançando a 31ª posição e permanecendo entre as 100 primeiras por 17 semanas consecutivas.

## Discografia

### Álbuns de estúdio
| Ano  | Álbum           | Melhor posição | Melhor posição | Certificação |
| Ano  | Álbum           | FR             | BEL (Wa)       | Certificação |
| ---- | --------------- | -------------- | -------------- | ------------ |
| 2009 | Izia            | 24             | –              |              |
| 2011 | So Much Trouble | 10             | 96             |              |
| 2015 | La Vague        | 13             | 52             |              |

### Singles
| Ano  | Álbum             | Melhor posição | Singles         |
| Ano  | Álbum             | FR             | Singles         |
| ---- | ----------------- | -------------- | --------------- |
| 2009 | "So Much Trouble" | 84             | So Much Trouble |
| 2009 | "La Vague"        | 80             | La Vague        |

## Filmografia

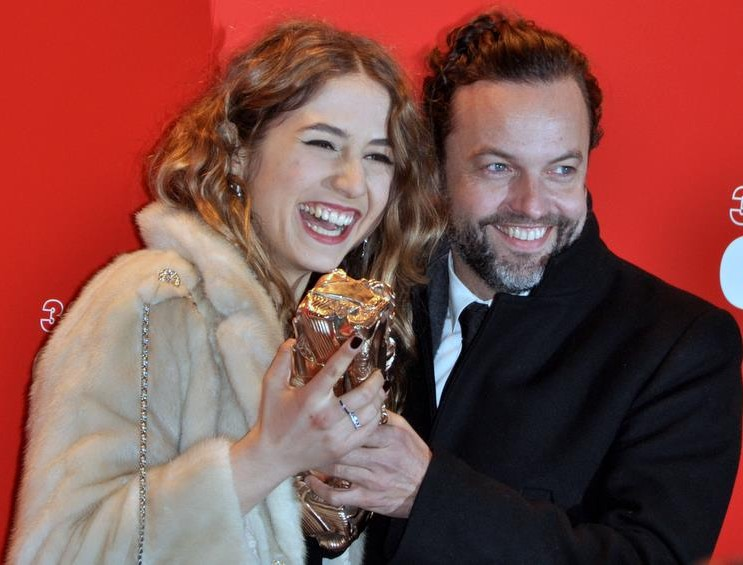
Izïa em 2016 com o diretor Patrick Mille, na noite em que recebeu o César de melhor revelação feminina

| Ano  | Título                      | Papel    | Notas |
| ---- | --------------------------- | -------- | --- |
| 2012 | Mauvaise Fille              | Louise   | Vencedora: César de melhor atriz revelação Indicada: Prix Lumière de atriz revelação Indicada: Globo de Cristal de melhor atriz |
| 2014 | Samba                       | Manu     | Indicada: César de melhor atriz secundária                                                                                      |
| 2014 | Fils de                     |          | |
| 2014 | Mune, le gardien de la lune | Glim     | |
| 2015 | La Belle Saison             | Delphine | Indicada: Prix Lumière de melhor atriz                                                                                          |
| 2016 | Saint-Amour                 |          | |
| 2018 | Un peuple et son roi        | Margot   | |